# تاقلار (ورغاهان)
تاقلار (بالفارسية: تاقلار) هي منطقة سكنية تقع في إيران في قسم ورغاهان الریفي.